# ترشيح إيمي كوني باريت للمحكمة العليا

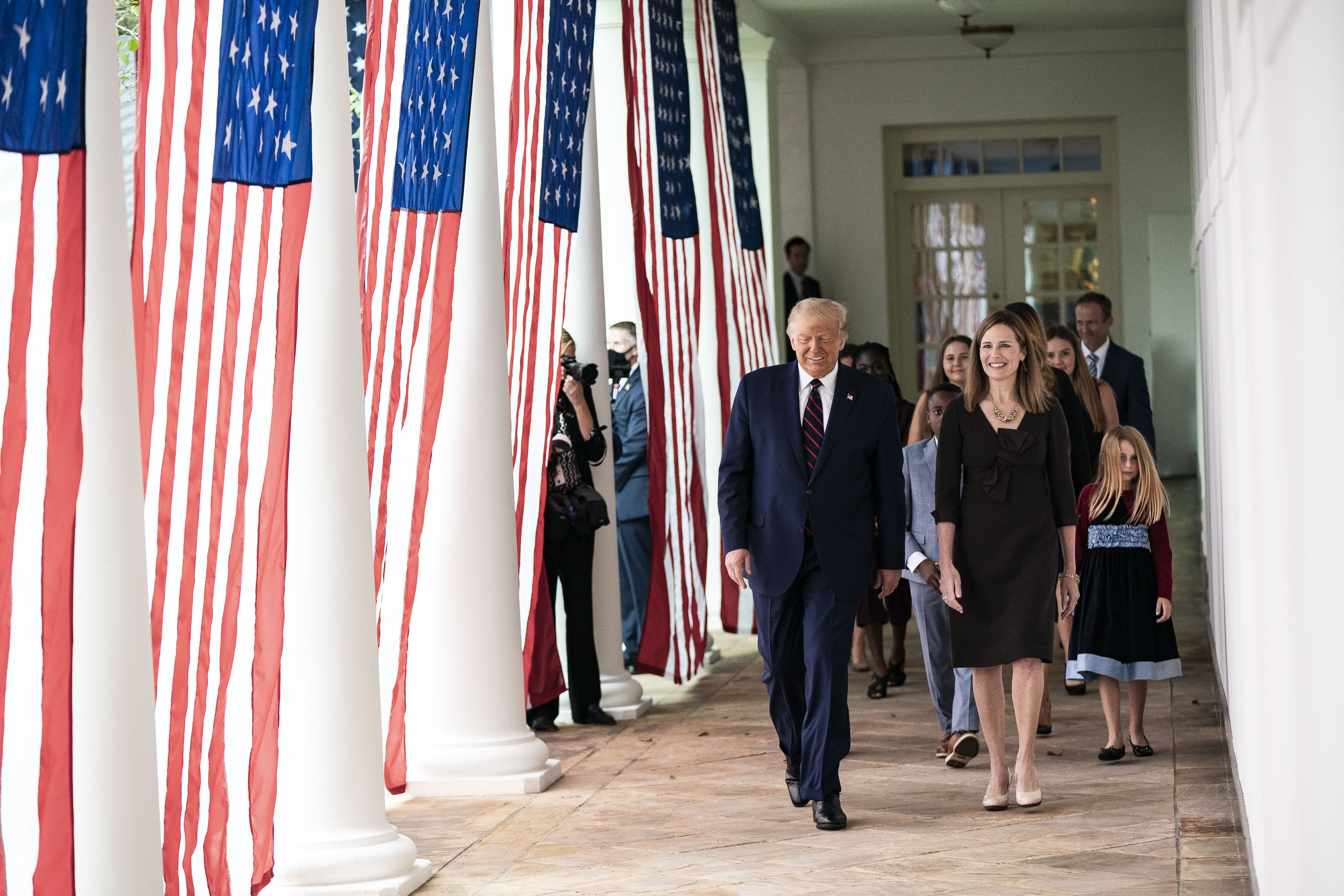
الرئيس دونالد ترامب مع إيمي كوني باريت وعائلتها، قبيل الإعلان عن ترشيح باريت في 26 سبتمبر 2020

في 26 سبتمبر 2020، أعلن الرئيس دونالد ترامب ترشيح القاضية إيمي كوني باريت لشغل منصب القاضي المساعد في المحكمة العليا في الولايات المتحدة لملء المقعد الشاغر الذي خلفته وفاة روث بدر غينسبرغ. وفي وقت ترشيحها، كانت باريت قاضيا في محكمة الاستئناف في الولايات المتحدة للدائرة السابعة. وقد إستلم مجلس الشيوخ رسالة من الرئيس (عندما يصبح الترشيح رسميا من قبل المحكمة العليا) في 29 سبتمبر.
وفي 26 أكتوبر، صوت مجلس الشيوخ لتأكيد ترشيح باريت للمحكمة العليا، حيث صوت كل الجمهوريين لصالحه باستثناء صوت واحد، وصوت جميع الديمقراطيين ضده. وقد انتقد الديمقراطيون الجمهوريين باعتبارهم منافقين وقحين لانتهاكهم السابقة التي أسسوها في عام 2016 عندما رفضوا اعتبار ترشيح باراك أوباما لميريك غارلاند قبل تسعة أشهر من نهاية ولايته. وقد كانت فترة الـ35 يوما بين الترشيح والانتخابات الرئاسية لعام 2020 أقصر فترة زمنية بين الترشيح للمحكمة العليا والانتخابات في تاريخ الولايات المتحدة.

## وصلات خارجية
- Nomination of Amy Coney Barrett for Supreme Court of the United States, 116th Congress at Congress.gov
- Judge Amy Coney Barrett: Selected Primary Material, Congressional Research Service